# استپان نرسسیان
استپان نرسسیان (پرتغالی: Stepan Nercessian؛ زادهٔ ۲ دسامبر ۱۹۵۳ در کریستالینا) بازیگر، سیاستمدار ارمنی‌تبار اهل برزیل است. فعالیت هنری را از اواخر دهه ۱۹۶۰ شروع کرده‌است. از سال ۱۹۷۱ تا ۲۰۱۸ در شبکه رده گلوبو فعالیت می‌کرد. در سال ۲۰۰۴ نرسسیان به عنوان عضو شورای شهر ریو دو ژانیرو برگزیده شده‌است

## گزیده فیلمشناسی
از فیلم‌ها یا برنامه‌های تلویزیونی که وی در آن نقش داشته‌است می‌توان به زباله و ریو، دوستت دارم اشاره کرد.